# André-Pierre-Louis Jaubert
André-Pierre-Louis Jaubert, francoski general, * 9. marec 1887, † 19. november 1969.